# Soupe au poulpe
La soupe au poulpe ou tchich bil qarnit est une spécialité culinaire tunisienne particulièrement populaire durant le mois de ramadan. Il s'agit d'une soupe épicée de poulpes frais ou séchés, de concentré de tomates, d'oignons et de semoule d'orge concassé, aussi appelée tchich, d'où le nom du plat.
Les poulpes sont préalablement battus, cuits à la vapeur puis sautés à l'huile d'olive avec de l'ail, des oignons, du concentré de tomates et des épices (piment, harissa, curcuma, sel et poivre) ; parfois des pois chiches et/ou de la menthe séchée et hachée sont également ajoutés. De l'eau est ensuite ajoutée au mélange pour former un bouillon et le tchich est ajouté et cuit dans le bouillon.